# 乌普萨拉市镇
59°52′N 17°38′E / 59.867°N 17.633°E
乌普萨拉市镇（瑞典語：Uppsala kommun）是瑞典中东部乌普萨拉省的一个市镇。截至2008年11月1日，乌普萨拉市镇共有190,311名居民。其治所位于乌普萨拉大学城。